# Teodor Wilhelm
Teodor Wilhelm (ur. ok. 1838, zm. 2 maja 1914 w Warszawie) – generał major Armii Imperium Rosyjskiego, działacz parafii ewangelicko-augsburskiej w Warszawie.

## Życiorys
Był synem pastora ewangelickiego Fryderyka (1808–1841) i Matyldy ze Spiessbachów. W roku 1861 ukończył gimnazjum realne w Warszawie i podjął studia na Wojennej Akademii Inżynierskiej w Petersburgu. Po 25 latach służby w wojsku carskim wziął abszyt w stopniu generała majora i powrócił do Warszawy.
W roku 1889 został członkiem Kolegium Kościelnego parafii pw. Św. Trójcy w Warszawie. Przez 12 lat pełnił funkcję kuratora Szpitala Ewangelickiego przy ul. Karolkowej i zdobył wielkie zasługi: rozbudował gmach szpitala, urządził w nim nową kaplicę i powiększył liczbę ambulatoriów.
Od roku 1901 był prezesem Kolegium Kościelnego: pod jego kierownictwem powstały schronisko dla kobiet, tania kuchnia dla ubogich, biuro pośrednictwa pracy, oddział  szpitalny dla niedorozwiniętych i sierociniec dla dzieci ewangelickich w Baniosze koło Piaseczna.
Teodor Wilhelm był jednym z inicjatorów powstania sławnej ewangelickiej szkoły średniej w stolicy, Parafialnego Gimnazjum im. Mikołaja Reja i wybudowania dla niej okazałego (po 1944 r. tylko częściowo zachowanego) gmachu przy ul. Królewskiej. Doprowadził także do otwarcia paru dwuklasowych szkół początkowych dla dzieci ewangelickich w okolicach Warszawy, m.in. w Pruszkowie.
Był żonaty z Anną Dorotą z domu Koop (zm. 1887). Potomstwa najprawdopodobniej nie posiadał, lub nic o nim nie wiadomo. Pochowano go na  warszawskim cmentarzu ewangelickim w nieznanym dziś miejscu.